# Eurokovanice
Postoji osam apoena kovanica eura, u rasponu od jednog centa do dva eura (euro je podijeljen na stotinu centi). Kovanice su prvi put u uporabu ušle 1999. godine. Imaju zajedničko naličje, koji prikazuje kartu Europe, ali svaka zemlja u eurozoni ima svoj dizajn na licu, što znači da su u optjecaju kovanice s različitim dizajnima. Četiri europske mikrodržave koje nisu članice Europske unije (Andora, Monako, San Marino i Vatikan) koriste euro kao svoju valutu, a također imaju pravo i kovati kovanice s vlastitim dizajnom na licu.
Standardne eurokovanice, kao i razne prigodne kovanice, kovane su u brojnim nacionalnim kovnicama diljem Europske unije prema strogim nacionalnim kvotama. Dizajn lica odabire se na nacionalnoj razini, dok naličjem i valutom u cjelini upravlja Europska središnja banka (ECB).

## Povijest
Euro je nastao 1. siječnja 1999. godine, a njegovo je stvaranje bio cilj Europske unije i njezinih prethodnika još od 1960-ih godina. Ugovor iz Maastrichta stupio je na snagu 1993. godine s ciljem stvaranja ekonomske i monetarne unije do 1999. godine za sve države EU, osim Ujedinjenog Kraljevstva i Danske (iako Danska ima politiku fiksnog tečaja s eurom).
Godine 1999. valuta je stvorena virtualno, a 2002. godine započela je cirkulacija gotovog novca, novčanica i kovanica eura i centi. Euro je ubrzo zamijenio bivše nacionalne valute država u eurozoni, koja se od tada dalje proširila na nove države pristupnice EU. Lisabonski ugovor je 2009. godine formalizirao eurozonu, zajedno s Europskom središnjom bankom .
Kovanje prigodnih kovanica od 2 eura dopušteno je 2004. godine u šest država. Do 2007. godine sve države, osim Francuske, Irske i Nizozemske, kovale su prigodno izdanje, a prva prigodna kovanica za cijelu eurozonu izdana je u čast proslave 50. obljetnice Rimskog sporazuma. Drugo izdanje prigodnih kovanica od 2 eura za cijelu eurozonu izdano je 2009. godine. Time je proslavljena deseta obljetnica Ekonomske i monetarne unije (EMU). Treće izdanje prigodnih kovanica od 2 eura za cijelu eurozonu, kojim se proslavila deseta obljetnica eurokovanica i euronovčanica, izdano je 2012. godine. Do danas samo Cipar nije samostalno izdao prigodnu kovanicu od 2 eura. 
Kako se članstvo EU proširivalo 2004., 2007. i 2013. godine, s daljnjim predviđenim proširenjima, zajedničko lice svih eurokovanica u vrijednosti od 10 centi na više redizajnirano je 2007. godine kako bi se prikazala nova karta.
Slovenija se pridružila eurozoni 2007. godine, Cipar i Malta pridružili su se 2008., Slovačka 2009., Estonija 2011., Latvija 2014., Litva 2015. i Hrvatska 2023., čime je u optjecaj uvedeno još osam dizajna na nacionalnoj strani. Andora je počela kovati kovanice 2014. godine, tako da od 2023. postoje 24 zemlje koje imaju kovanice sa svojim nacionalnim stranama.

## Specifikacija
Eurokovanice se kuju u osam različitih apoena: 1, 2, 5, 10, 20 i 50 centi, te 1 i 2 €.
Kovanice od 1 i 2 € su dvobojne. Dio zlatne boje je legura 75 % bakra, 20 % cinka i 5 % nikla. Dio srebrne boje je kupronikl. Kovanice od 10, 20 i 50 centi zaštićena su legura poznata kao nordijsko zlato, koja se sastoji od 89 % bakra, 5 % aluminija, 5 % cinka i 1 % kalaja . Kovanice od 1, 2 i 5 centi načinjene su od čelika obloženog bakrom. Legure bakra čine kovani novac antimikrobnim. 
Kovanice od 1, 2 i 5 centi prikazuju Europu u odnosu na Aziju i Afriku u svijetu. Preostale kovanice prikazuju EU prije proširenja u svibnju 2004. ako je kovana prije, odnosno zemljopisnu kartu Europe ako je kovana poslije 1. siječnja 2007. godine. Kovanice iz Italije, San Marina, Vatikana, Austrije i Portugala prikazuju zemljopisnu kartu ako su kovane 2008. ili kasnije. 
Zajedničke strane dizajnirao je Luc Luycx iz Kraljevske belgijske kovnice novca. One simboliziraju jedinstvo EU. Nacionalne strane osmislile su nacionalne središnje banke i eurozona u odvojenim natjecanjima. Postoje specifikacije koje se primjenjuju na sve kovanice, poput zahtjeva za uključivanjem dvanaest zvjezdica. Nacionalni nacrti nisu se smjeli mijenjati do kraja 2008. godine, osim ako monarh (čiji se portret obično pojavljuje na kovanicama) umre ili abdicira. Nacionalni dizajni doživjeli su neke promjene zbog novog pravila koje navodi da nacionalni dizajn trebaju sadržavati ime države izdavača.
Na zajedničkoj strani kovanica od 1, 2 i 5 centi lijevo je prikazan apoen, riječi EURO CENT pokraj apoena, dvanaest zvijezda i kontinent Europa istaknuta na globusu u odnosu na Aziju i Afriku. Zajednička strana kovanica od 10, 20 i 50 centi prikazuje apoen s desne strane, ispod njega riječi EURO CENT s dvanaest zvijezda i europskim kontinentom na lijevoj strani. Na kovanicama kovanim od 1999. do 2006. godine prikazane su samo tadašnje zemlje članice EU-a (EU15), a na kovanicama kovanim od 2007. čitav europski kontinent. Zajednička strana kovanica od 1 i 2 € prikazuje apoen na lijevoj strani, te valutu, kartu Europe i dvanaest zvijezda s desne strane. Kao i na kovanicama centa, do 2006. godine bio je prikazan EU15 umjesto cijelog europskog kontinenta.
| Vrijednost | Slika (2007. – danas) | Jezgra boja | Jezgra boja   | Prsten boja | Prsten boja | Promjer (mm) | Debljina (mm)             | Masa (g)        | Sastav               | Oblik                                                                 | Obod                       |
| ---------- | --------------------- | ----------- | ------------- | ----------- | ----------- | ------------ | ------------------------- | --------------- | -------------------- | --------------------------------------------------------------------- | -------------------------- |
| 1 cent     |                       |             | bakrenocrvena |             | nema        | 16,25        | 1,67                      | 2,30            | čelik obložen bakrom | okrugao                                                               |                            |
| 2 centa    |                       | 18,75       | bakrenocrvena | 1,67        | nema        | 3,06         |                           |                 | čelik obložen bakrom | okrugao                                                               |                            |
| 5 centi    |                       | 21,25       | bakrenocrvena | 1,67        | nema        | 3,92         |                           |                 | čelik obložen bakrom | okrugao                                                               |                            |
| 10 centi   |                       |             | zlatna        | 19,75       | nema        | 1,93         | 4,10                      | nordijsko zlato |                      | okrugao                                                               |                            |
| 20 centi   |                       | 22,25       | zlatna        | 2,14        | nema        | 5,74         | oblik španjolskog cvijeta | nordijsko zlato |                      |                                                                       |                            |
| 50 centi   |                       | 24,25       | zlatna        | 2,38        | nema        | 7,8          | okrugao                   | nordijsko zlato |                      |                                                                       |                            |
| 1 €        |                       |             | srebrnasta    |             | zlatna      | 23,25        | okrugao                   | 2,33            | 7,5                  | prsten: nikal-mjed jezgra: tri sloja: bakar-nikal, nikal, bakar-nikal |                            |
| 2 €        |                       |             | zlatna        |             | srebrnasta  | 25,75        | okrugao                   | 2,20            | 8,50                 | prsten: bakar-nikal jezgra: tri sloja: nikal-mjed, nikal, nikal-mjed. | natpis na nazupčanom obodu |

## Dizajn

### Zajednička strana
Svaki apoen ima jedinstveno, zajedničko naličje na kojem je vidljiva apoenaža prema dizajnu belgijskog dizajnera Luca Luycxa. Dizajn kovanica 1, 2 i 5 centi prikazuje Europu u odnosu na svijet. Kovanice simboliziraju jedinstvo EU.